# 다카다시
다카다시(일본어: 高田市)는 니가타현에 설치되었던 시이다. 현재는 조에쓰시의 남부에 해당한다. 도시는 1911년 4월 1일 다카다정이 시로 승격해 다카다시가 되었다. 폭설지대로 알려져 있으며 1945년 2월 26일 377cm 심설을 기록했다. 1971년 4월 1일 나오에쓰시와 합병해 조에쓰시가 되어 소멸하였다. 

## 역사
에도 시대의 에치고국 · 시나노국의 양국에서 45만석을 주어진 마쓰다이라 다다테루 (도쿠가와 이에야스의 육남)의 거성으로 다카다성이 구축이후 다카다번과 조카마치로서 번성하였다. 메이지의 폐번치현 처음엔 현재는 조에쓰 지방을 범위로 하였고 다카다번의 현청 소재지였다.
- 1889년 4월 1일 - 정촌제 시행에 의해 다카다정이 성립하였다.
- 1908년 11월 1일 - 나카쿠비키군 다카다정 및 다카기촌이 합병해 새로운 다카다정이 성립하였다.
- 1954년 4월 1일 - 나카쿠비키군 가나야촌을 편입하였다.
- 1955년 2월 1일 - 스와촌, 쓰아리촌, 산고촌, 와다촌의 일부를 편입하였다.
- 1959년 11월 1일 - 다카시촌을 편입하였다.
- 1971년 4월 29일 - 나오에쓰시와 합병해 조에쓰시가 성립하였다.

## 교통

### 도로
- 국도 18호선

### 철도
- 일본국유철도
  - 신에쓰 본선 (현:에치고토키메키 철도, 에치고토키메키 철도 묘코 하네우마 라인)

## 출신인물
- 사카구치 긴이치로 (坂口謹一郎) - 농예 화학자
- 쓰카다 주이치로 (塚田十一郎) - 정치가
- 나카가와 겐조 (中川源造) - 정치가
- 나가노 우헤이지 (長野宇平治) - 건축가
- 무로 고지로 (室孝次郎) - 정치가, 중의원 의원·에히메현 지사
- 가와바타 마코토 (川端誠) - 그림책 작가,
- 오가와 미메이 (小川未明) - 소설가, 아동 문학 작가
- 아와노 유조 (岩野勇三) - 조각가
- 산유테이 하쿠초 (三遊亭白鳥) - 만담가

## 참고문헌
- 大日本篤農家名鑑編纂所編『大日本篤農家名鑑』大日本篤農家名鑑編纂所、1910年。
- 夕刊都新聞社編集部同人編『日本政経人評伝 第1集』夕刊都新聞社、1950年。
- 歴代知事編纂会編『日本の歴代知事 第1巻』歴代知事編纂会、1980年。
- 『高田市史 本編』新潟県高田市教育会、1914年。
- 『市町村名変遷辞典』東京堂出版、1990年。